# 拉赫蒂
拉赫蒂（芬蘭語發音：[ˈlɑhti]）是芬兰的一个城市，为派亚特海梅区的区中心城市。拉赫蒂距離首都赫爾辛基東北約100公里，坐落在韦西湖湖畔南端，「拉赫蒂」在芬蘭語的意思是海灣。拉赫蒂于1905年从霍洛拉分离出来的部分成立的一座城市。城市的市徽是一个燃烧的火车轮。

## 歷史
拉赫蒂在1445年第一次在歷史文獻中被提及，這個村落位於中世紀的貿易路線（ Ylinen Viipurintie）上，屬於霍洛拉教區。
1870年完工的里希邁基－聖彼得堡鐵路與1871年建的韋西運河使得拉赫蒂成為一個熱鬧的車站，並且諸多工業設施開始在周圍崛起。韋西港的火車站有很長的一段時間是芬蘭第二繁忙熱鬧的車站。
在一八七七年的六月十九日，幾乎整個村莊被燒毀殆盡。然而，這個事件卻被證明為這個地區的發展帶來了好運，因為它讓當局繼續思考在拉赫蒂建立一個城鎮。一八七八年，這個村落正式獲得了市鎮的權利，並且以帝國式的網格城鎮計畫，包含了一個大型的集市廣場與寬闊的林蔭大道。
拉赫蒂是在嚴重經濟衰退的期間成立的，俄羅斯帝國被土耳其戰爭給阻礙。這個衰退使城鎮建築的興建減緩，土地沒有出售，並且有一段時間土地上沒有建設。在早期，這個有200位居民的城鎮規模太小，無法提供貿易任何的形式基礎。在1890年代末，拉赫蒂的鄉鎮委員會花了更多力氣去強化使拉赫蒂成為一個城市。1904年的春天，隨著參議院批准申請，這項努力終於有了成果，又經過了18個月，終於沙皇尼古拉斯二世頒布了建立拉赫蒂市的法令。
到了1905年底，現在所見的拉赫蒂地區已經容納了大約8200人，而其中不到3000人居住在拉赫蒂裡。所有重要的市政機構都在短短十年內建設完畢，包含了醫院和市政府。同時，城市的中心快速地增加了磚房。1918年德國支隊布蘭登斯坦從紅軍奪取了城鎮，在芬蘭內戰中拉赫蒂戰役因而開始。
在1920年代早期，這個城市獲得了拉赫蒂莊園（Lahti Menor）的土地。1930年代，大規模的工業和人口快速的經營成長；同個時間點，拉赫蒂也成為當時芬蘭發展最快的城市之一，在冬季戰爭開始之前，拉赫蒂的人口已經接近三萬人。
經由1924、1933和1956年增加的新區域，拉赫蒂在人口以及土地的表面積上都有所成長，尤其是在戰爭後。在卡累利阿投降給蘇聯後，拉赫蒂接收了一萬名來自該地的移民，後來的1960年代和1970年代成了大規模城市化的結果。人口增長再1975年急遽的結束，在這之後這個城市的增長減少，最新的一次是納斯托拉市成為了拉赫蒂的一部分，因而人口有顯著增長。

## 文化
拉赫蒂在文化方面十分有野心，並且在近年來可以看見大型會議與音樂中心的建造，像是西貝流士音樂廳。拉赫蒂擁有芬蘭最為知名的交響樂團之一－拉赫蒂交響樂團（Sinfonia Lahti），他們演奏古典音樂和流行音樂，尤其是西貝流士的音樂。
拉赫蒂每年的音樂節活動包含了拉赫蒂管風琴節，市集廣場的爵士音樂節和西貝流士音樂節等活動。

## 体育
1997年世界運動會和2009年的世界田徑選手權大會都是在這裡舉辦。

### 冬季運動
拉赫蒂擁有很豐富的運動傳統，特別是有各式各樣的冬季運動。這座城市以每年舉辦的 拉赫蒂滑雪運動會(Salpausselän kisat)和 Finlandia-hiihto 越野滑雪比賽而聞名。他同時也是唯一舉辦七次 FIS北歐世界滑雪錦標賽的城市，分別在1926、1938、1958、1978、1989、2001、和2017年舉辦。

### 冰上曲棍球
自1999年以來，鵜鶘隊一直參加最高級別的芬蘭冰上曲棍球錦標賽。在新的千禧年之前，瑞帕斯代表拉赫蒂參加頂級曲棍球五十年，許多前ＮＨＬ球員，如扬内·劳卡宁、托尼·吕德曼和帕西·努尔米宁，都在瑞帕斯開始他們的職業生涯。

### 足球協會

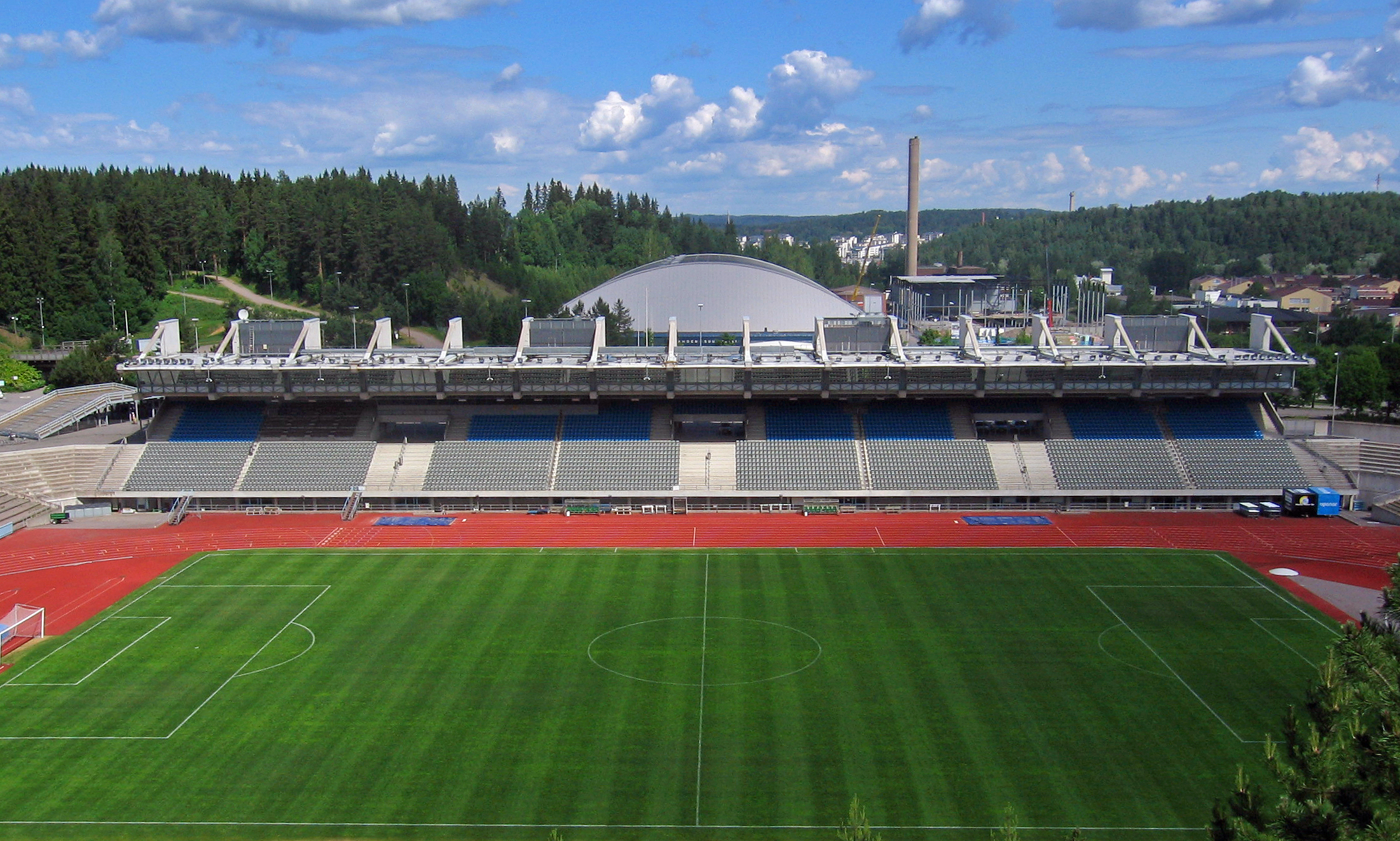
Hiihtostadion, 拉赫蒂體育場

歷史上，這個城市最成功的足球協會俱樂部一直是庫西斯（Kuusysi），他們從1980年代早期到1990年代，他們贏得了五次芬蘭錦標賽以及兩次芬蘭杯冠軍，每年都會在歐洲比賽中出現。他們最大的對手雷帕斯，在1963至1978年間，總共贏得了三次總冠軍和七次冠軍，但隨著庫蘇西變強，他們在1980年代初期逐漸沒落。
1990年代，兩家俱樂部同時陷入巨大的財務困境，以致於1996年的合併。新的俱樂部採用了新名稱，波峰和顏色。拉赫蒂足球俱乐部自1999年以來一直參加芬蘭足球超級聯賽比賽，不包括2011年對第一賽區進行為期一季的訪問，排名第三並且在歐洲出現過兩次。

## 教育
在教育方面，拉赫蒂的教育以艺术见长，有拉赫蒂音乐学院。在拉赫蒂的主要高等学校是拉赫蒂应用科学大学。

## 友好城市
- 1940 瑞典韋斯特羅斯
- 1947 丹麦兰讷斯
- 1947 挪威奧勒松
- 1947 冰岛阿克雷里
- 1953 乌克兰扎波羅熱
- 1956 匈牙利佩奇
- 1987 德国加尔米施-帕滕基兴
- 1988 德国蘇爾
- 1994 俄罗斯卡盧加
- 1994 爱沙尼亚纳尔瓦
- 2000 中国德阳
- 2000 英国伍斯特郡
- 2011 中国无锡[1]
- 2018 中国张家口

## 图集

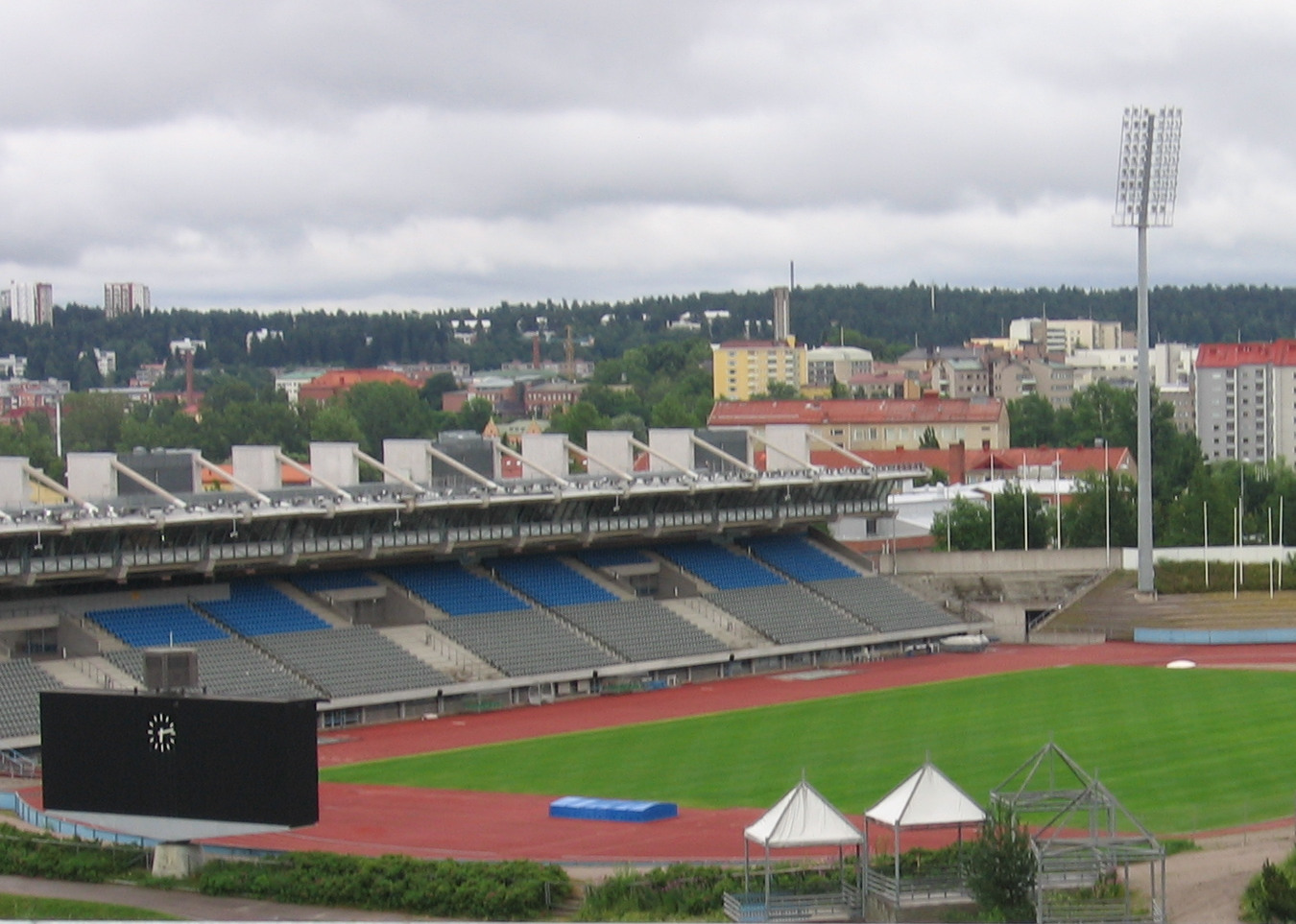
拉赫蒂运动场
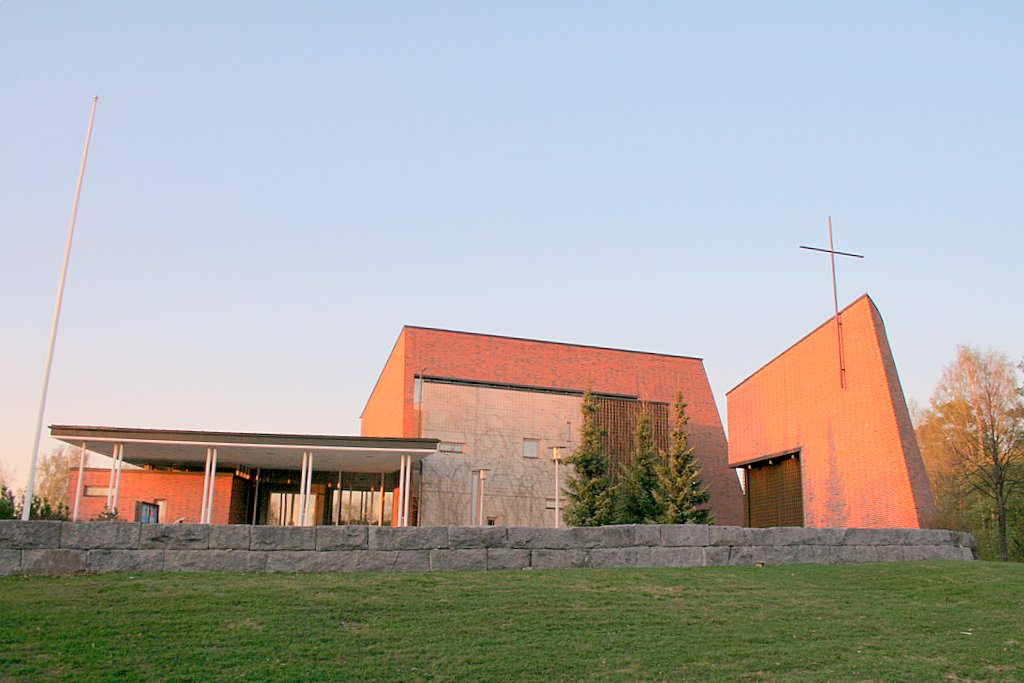
穆库拉教堂